# Okres Hérens
Okres Hérens (francouzsky District d’Hérens) je jedním z okresů kantonu Valais ve Švýcarsku. Jeho sídlem je Vex.

## Poloha
Okres se rozkládá ve střední části kantonu, převážně v bočních údolích údolí řeky Rhôny. Jeho území není spojité, obec Ayent tvoří exklávu, oddělenou územím okresu Sion.

## Seznam obcí
| Znak         | Název obce   | Počet obyvatel (31. 12. 2022) | Rozloha (km²) | Hustota zalidnění (obyv./km²) |
| ------------ | ------------ | ----------------------------- | ------------- | ----------------------------- |
| Ayent        | Ayent        | 4247                          | 55,33         | 77                            |
| Evolène      | Evolène      | 1655                          | 209,89        | 8                             |
| Hérémence    | Hérémence    | 1488                          | 107,46        | 14                            |
| Mont-Noble   | Mont-Noble   | 1112                          | 43,45         | 26                            |
| Saint-Martin | Saint-Martin | 832                           | 37,00         | 22                            |
| Vex          | Vex          | 1854                          | 13,05         | 142                           |
| Celkem (6)   | Celkem (6)   | 11 188                        | 466,18        | 24                            |